# Principio di irretroattività (ordinamento italiano)
Il principio di irretroattività, nell'ordinamento giuridico italiano, è contemplato:
- in termini generali, dall'art. 11, comma 1, delle Preleggi, secondo il quale la legge non dispone che per l'avvenire: essa non ha effetto retroattivo;
- nell'ordinamento penale sostanziale, dall'art. 25, comma 2, della Costituzione, in base al quale nessuno può essere punito se non in forza di una legge che sia entrata in vigore prima del fatto commesso.

Mentre in ambito penalistico l'irretroattività si manifesta come un principio inderogabile dalla legge ordinaria in forza della sua cristallizzazione in una fonte del diritto di rango gerarchicamente sovraordinato, negli altri settori dell'ordinamento giuridico tale principio è suscettibile di deroga, in applicazione del canone lex posterior derogat priori (le Preleggi sono infatti una fonte equiordinata alla legge ordinaria).

## Nel diritto in generale
La successione tra leggi di pari rango comporta, in linea di principio, la libera travolgibilità dei diritti posti da leggi di pari rango precedenti (abrogazione espressa, contemplata all'art. 15 dalle stesse Preleggi). L'ordinamento italiano, invero, ammette la possibilità di retroattività delle leggi amministrative, tributarie e previdenziali, sebbene la norma incida su diritti di natura economica e situazioni cristallizzate nel tempo. 
La norma tributaria retroattiva è illegittima se viola la capacità contributiva del cittadino (art. 53 costituzione). La norma previdenziale retroattiva può ridurre l'importo del trattamento previsto, mentre è illegittima se elimina del tutto prestazioni previdenziali già conseguite in ragione del quadro normativo esistente prima della norma. Le sentenze si riferiscono a titolari di pensione già iniziate a liquidare prima della norma retroattiva, ma fanno riferimento anche a persone in possesso dei requisiti minimi contributivi per la relativa liquidazione in base alle leggi vigenti prima della norma retroattiva (e, a decorrere da una certa data successiva a questa): tuttavia, tutte affermano l'esigenza di tutelare il diritto del cittadino a operare le proprie scelte secondo il quadro legislativo esistente.
Cionondimeno, la giurisprudenza costituzionale ha dichiarato che il «principio di irretroattività della legge» è derogabile solo quando ciò sia richiesto dal criterio di ragionevolezza, senza mai «incidere arbitrariamente sulle situazioni sostanziali poste in essere da leggi precedenti»; una norma retroattiva e non penale può essere dichiarata legittima se questa non viola il principio generale di ragionevolezza, disparità di trattamento ovvero l'affidamento del cittadino nella sicurezza giuridica quale elemento fondante lo Stato di diritto (art. 3), la coerenza e la certezza dell'ordinamento giuridico, il rispetto delle funzioni costituzionalmente riservate al potere giudiziario. Il problema concerne la tematica più generale dei diritti acquisiti.

## Nel diritto penale

### Nel diritto penale sostanziale
Tanto la legge nazionale (artt. 25 Cost. e 2 c.p.) quanto l'art. 7 della Convenzione europea sanciscono il principio della irretroattività delle norme sfavorevoli al reo.
Tuttavia questo principio trova applicazione solo per quanto riguarda le norme penali in malam partem, cioè sfavorevoli al reo: se la legge penale varia in modo favorevole al reo, essa è applicabile anche in via retroattiva (in ossequio al più ampio principio del favor rei).
Più specificatamente secondo l'articolo 2, commi 2 e 3 del codice penale nessuno può essere punito per un fatto che secondo una legge posteriore non è reato e se vi è stata sentenza di condanna ne cessano gli effetti e l'esecuzione; inoltre se vi è stata condanna a pena detentiva e la legge posteriore prevede solo la pena pecuniaria la pena detentiva si converte in pena pecuniaria. Se la legge del tempo in cui fu commesso il reato e le posteriori sono diverse, si applica quella le cui disposizioni sono più favorevoli al reo, salvo che sia stata pronunciata sentenza irrevocabile (art. 2, comma 4 c.p.).
Riferimenti a tale principio si ritrovano nell'art. 2, comma 1, del Codice penale e nell'art. 25, comma 2, della Costituzione oltre che nell'articolo 14 delle preleggi.
Il principio di irretroattività prevede l'impossibilità di punire un comportamento umano per un fatto che, al momento della sua commissione, non era 
sancito come reato da alcuna legge preesistente.
Il principio di irretroattività trova i suoi natali dai pensatori illuministi dell'700, i quali ritenevano fosse altamente lesivo delle libertà personali punire un comportamento che, per quanto contro la morale comune, non era vietato da alcuna norma precedentemente sancita.
L'art. 25 co. 2 Cost. e art. 2 co. 1 c.p. impongono il divieto per il legislatore di applicare retroattivamente una legge penale successiva sfavorevole all'agente. Cade sotto il divieto ogni legge di diritto penale sostanziale che:
1. individua una figura di reato integralmente nuova
2. amplia una figura di reato preesistente
3. comporta una disciplina meno favorevole per l'agente e una pena principale o accessoria ed effetti penali più severi.

#### La retroattività della legge più mite
L'art. 2 co. 2-4 c.p. impone l'obbligo di applicare retroattivamente una legge penale successiva favorevole all'agente, in due casi:
1. abolizione del reato: si applica retroattivamente anche già pronunciata sentenza definitiva di condanna (retroattività illimitata);
2. successione di leggi modificative della disciplina con effetti favorevoli all'agente: modifica la disciplina del reato, e si applica retroattivamente se la sentenza definitiva non è stata ancora pronunciata.

Non si può applicare tale principio alle leggi eccezionali e temporanee. Esso incontra inoltre difficoltà quando la nuova legge instaura un "collegamento della non punibilità al rispetto di una determinata procedura".
La disciplina della lex mitior attiene alla modifica del reato, in ragione di una legge penale sopraggiunta: quando il reato, dapprima punito anche con pena detentiva, diventa punibile con mera pena pecuniaria, la nuova legge si applica retroattivamente, anche in presenza di sentenza definitiva.
Il principio - ricavato dal principio di irretroattività per inferenza logica - era stato più volte affacciato dalla dottrina penalistica, ma è stato definitivamente dichiarato dalla sentenza n. 210 del 2013 della Corte costituzionale: essa si è fatta forte della Corte EDU che, con la sentenza Scoppola del 17 settembre 2009, aveva ritenuto, mutando il proprio precedente e consolidato orientamento, che «l'art. 7, paragrafo 1, della Convenzione non sancisce solo il principio della irretroattività delle leggi penali più severe, ma anche, e implicitamente, il principio della retroattività della legge penale meno severa», che si traduce «nella norma secondo cui, se la legge penale in vigore al momento della commissione del reato e le leggi penali posteriori adottate prima della pronuncia di una sentenza definitiva sono diverse, il giudice deve applicare quella le cui disposizioni sono più favorevoli all'imputato».
Si tratta, nell'ambito dell'art. 7, paragrafo 1, della CEDU, di un principio analogo a quello contenuto nel quarto comma dell'art. 2 cod. pen., che dalla Corte di Strasburgo è stato elevato al rango di principio della Convenzione.

### Nel diritto processuale penale
Si è discusso se applicare o meno il medesimo principio al diritto processuale penale, dato che il legislatore non ha espresso con chiarezza la situazione nella norma.
In senso negativo, si è sostenuto invece che una norma penale procedurale non può dirsi sempre favorevole o sfavorevole, al contrario di una norma penale sostanziale: per la procedura penale, vale soltanto il principio tempus regit actum.